# Atlantis Princess
『Atlantis Princess』（アトランティス・プリンセス）は、韓国出身の女性歌手BoAの、韓国版オリジナルアルバム3集として発表されたアルバム。

## 概要
日韓両国における人気が万全のものとなり、韓日を多忙に行き来した2003年 - 2004年の絶頂期にリリースされた韓国版3集。
所属事務所SMエンタテインメントが総力を挙げて、ファン・ソンジェ、ユン・サン、キム・ヨンジョン、アン・ウィスなどの著名作曲家・作詞家たちを総動員して制作した。ボーナストラックとして収録された、「서울의 빛（ソウレ ビッ） - The Lights Of Seoul」は、ソウル市の公式テーマソングとして採用された。
2006年1月17日には、中国版が発表され、「아틀란티스 소녀（アトゥランティス ソニョ）」の中国語版と「「아틀란티스 소녀（アトゥランティス ソニョ）」・「Milky Way」のPVを収録したVCDが追加されている。

## 収録曲
1. Time To Begin
「Time To Begin 」は、「はじまりの時」の意。
2. 아틀란티스 소녀（アトゥランティス ソニョ） - Atlantis Princess
「아틀란티스 소녀（アトゥランティス ソニョ）」は、「アトランティスの少女」の意。遠く忘れ去った幼い頃の夢と希望を、伝説のアトランティス大陸に例えて歌う。
3. 나무（ナム） - Tree
「나무（ナム）」および「Tree 」は、「木」の意。
4. Milky Way
「Milky Way 」は、「銀河」の意。日本語版は「Milky Way 〜君の歌〜」として、11thシングル「DOUBLE」に収録されている。
5. 천사의 숨결（チョンサエ スムギョル） - Beat Of Angel
「천사의 숨결（チョンサエ スムギョル）」は、「天使の息遣い」の意。「Beat Of Angel 」は、「天使の鼓動」の意。
6. 선물（ソンムル） - Gift
「선물（ソンムル）」および「Gift 」は、「贈り物」の意。
7. 이런 내게（イロン ネゲ） - Where Are You
「이런 내게（イロン ネゲ） - Where Are You」は、「こんな私に… - あなたはどこにいるの?」の意。
8. 단념（タンニョン） - Make A Move
「단념（タンニョン） - Make A Move 」は、「思い切り - やり方を考えて」の意。
9. 사랑해요（サランヘヨ） - So Much In Love
「사랑해요（サランヘヨ） - So Much In Love」は、「愛してます - とっても愛してる」の意。
10. 남겨진 슬픔（ナムゲジン スルプム） - Endless Sorrow
「남겨진 슬픔（ナムゲジン スルプム）」は「残る悲しみ」、「Endless Sorrow 」は「尽きぬ悲しみ」の意。
11. The Show Must Go On
「The Show Must Go On  」は、「ショーを続けなきゃ」の意。
12. 서울의 빛（ソウレ ビッ） - The Lights Of Seoul
「서울의 빛（ソウレ ビッ）」および「The Lights Of Seoul」は、「ソウルの光」の意。ソウル市のテーマソングに公式指定された。
13. The Lights Of Seoul 　（English Version）